# Рыбачок, Андрей Русланович
Андрей Русланович Рыбачок (укр. Андрій Русланович Рибачок; род. 11 ноября 1994, Ковель, Волынская область) — украинский гребец на каноэ, чемпион мира, серебряный призёр II Европейских игр 2019 года, призёр чемпионатов мира и Европы.

## Карьера
В 2018 году в составе украинской каноэ-четвёрки на дистанции 500 метров стал серебряным призёром чемпионата Европы и чемпионата мира.
На Европейских играх 2019 года в Минске завоевал серебряную медаль в каноэ-двойках на дистанции 1000 метров. В Познане, в 2021 году, на чемпионате Европы стал бронзовым призёром в каноэ-двойках на дистанции 500 метров. В этом же году в каноэ-четвёрках стал чемпионом мира в Копенгагене.
На чемпионате мира 2022 года в Канаде завоевал бронзу в каноэ-четвёрках. На чемпионате мира 2023 года в Дуйсбурге повторил этот результат.
В 2025 году на чемпионате Европы в Рачице на дистанции 200 метров завоевал бронзовую медаль.